# Singapur
Singapur és un estat insular del sud-est asiàtic que engloba 64 illes (la principal de les quals és Pulau Ujong o illa de Singapur) i illots al capdavall de la península de Malaca.
Després d'uns orígens com a centre comercial i administratiu del domini colonial britànic a la zona durant el segle xix, i després d'un breu període d'integració a la Federació Malaia o Malàisia, Singapur experimentà un fulgurant creixement econòmic que el feu passar del tercer al primer món en poc menys de 30 anys. És un dels Quatre Tigres Asiàtics.

## Etimologia
El nom en català de "Singapur" prové del malai Singapura, la "Ciutat-Lleó", però és possible que un element del seu nom tingués una font original més llunyana. Pura prové del sànscrit puram, que significa 'ciutat', 'fortalesa', i està relacionada amb el mot grec polis, ('ciutadella', 'ciutat'). Singa també prové del sànscrit, concretament del mot siṃha, que significa 'lleó'. Avui en dia, és habitual referir-se a la ciutat com la Ciutat Lleó.
Estudis de Singapur indiquen que el lleó probablement no hi va viure mai, com tampoc el lleó asiàtic; la bèstia que va observar Sang Nila Utama, el fundador de Singapur i qui va donar el nom de "Ciutat Lleó", segurament era un tigre, probablement un tigre de Malàsia. Per altra banda, el nom pot fer referència simplement a l'antiga Sinhapura cambodjana, de la qual es parla al Mahabharata.

## Geografia

Mapa de Singapur

Singapur està situat entre Malàisia, amb la qual afronta al nord, i Indonèsia al sud. Aquesta illa està unida a la península malaia per dos ponts. El primer porta a la ciutat fronterera de Johor Bahru, a Malàisia. El segon, més a l'oest, connecta també amb Johor Bahru, als barris de la regió de Tuas.

### Singapur, l'illa creixent
Quan el mariner Thomas Stamford Raffles va hissar per la primera vegada la bandera britànica a Singapur el 1819, va trobar una illeta en què l'espai era compartit entre nadius, pescadors i pirates.
Amb un dels projectes d'enginyeria més grans mai empresos, Singapur ha anat expandint el seu territori metre a metre, fins a augmentar la seva mida de l'equivalent de dos Manhattan de Nova York en els darrers quaranta anys.
Encara falta per acabar aquests projectes, i milers d'obrers treballen al llarg de la costa de Singapur per a guanyar uns altres 60 km², amb un pla ambiciós que ha despertat la ira dels ecologistes i ha provocat un enfrontament diplomàtic amb els països veïns. "Encara tenim espai per a créixer", deia recentment el ministre de Desenvolupament Nacional, Mah Bow Tan, anunciant les intencions de la que ha estat anomenada "l'illa creixent".
El principal problema és que, mentre Singapur s'expandeix, les illes properes s'han començat a encollir. Les illes indonèsies han estat durant anys, a causa de la seva proximitat, encarregades de fornir el 80% de la sorra necessària per als projectes d'ampliació de terreny del país veí. Les províncies indonèsies de Riau i Bangka-Belitung han venut una mitjana de 300 milions de m³ anuals de sorra a Singapur, acumulant d'aquesta manera grans beneficis, però provocant un desastre ecològic en els seus territoris.
Alguns dels illots més petits de Riau han estat submergits sota la mar, i altres illes majors han vist com les seves platges es reduïen de mida. "Quan t'enduus la sorra, les illes de mida més petita perden la seva capacitat de resistir l'erosió de les onades i, amb el temps, se'n pot provocar la desaparició", assegura Nur Hidayati, coordinador de la campanya engegada per diverses ONG indonèsies que pretenen frenar l'extracció de més sorra del seu territori.
Singapur va utilitzar terra de les seves muntanyes en les primeres obres dels anys seixanta fins que el seu territori va restar pràcticament pla. Aleshores, el govern va començar a comprar sorra de Malàisia i Indonèsia en quantitats que han anat augmentat a mesura que els enginyers redoblaven els esforços per a guanyar terreny a la mar.

### Clima
Singapur és al 1r paral·lel al nord de l'equador. El clima de Singapur està classificat com a clima equatorial (segons la classificació climàtica de Köppen), sense veritables estacions diferenciades. Per la seva posició geogràfica i l'exposició marítima, el seu clima es caracteritza per una temperatura uniforme i la pressió, l'alta humitat i abundants precipitacions. La precipitació mitjana anual és d'uns 2.370 mm (93 polzades). Les pluges més grans mai enregistrades en 24 hores han estat de 512 mm el 1978, 467 mm el 1969 i 366 mm el 19 de desembre de 2006. La temperatura oscil·la durant el dia entre una mínima de 23 °C i una màxima de 34 °C. Juny és el mes més calorós de l'any a Singapur, seguit del maig. Això és a causa dels vents, la llum i el fort sol que hi ha durant aquests mesos. La temperatura més alta registrada és de 36 °C, que va ser el 26 de març de 1998, i la temperatura més baixa registrada és de 19,4 °C l'any 1934.

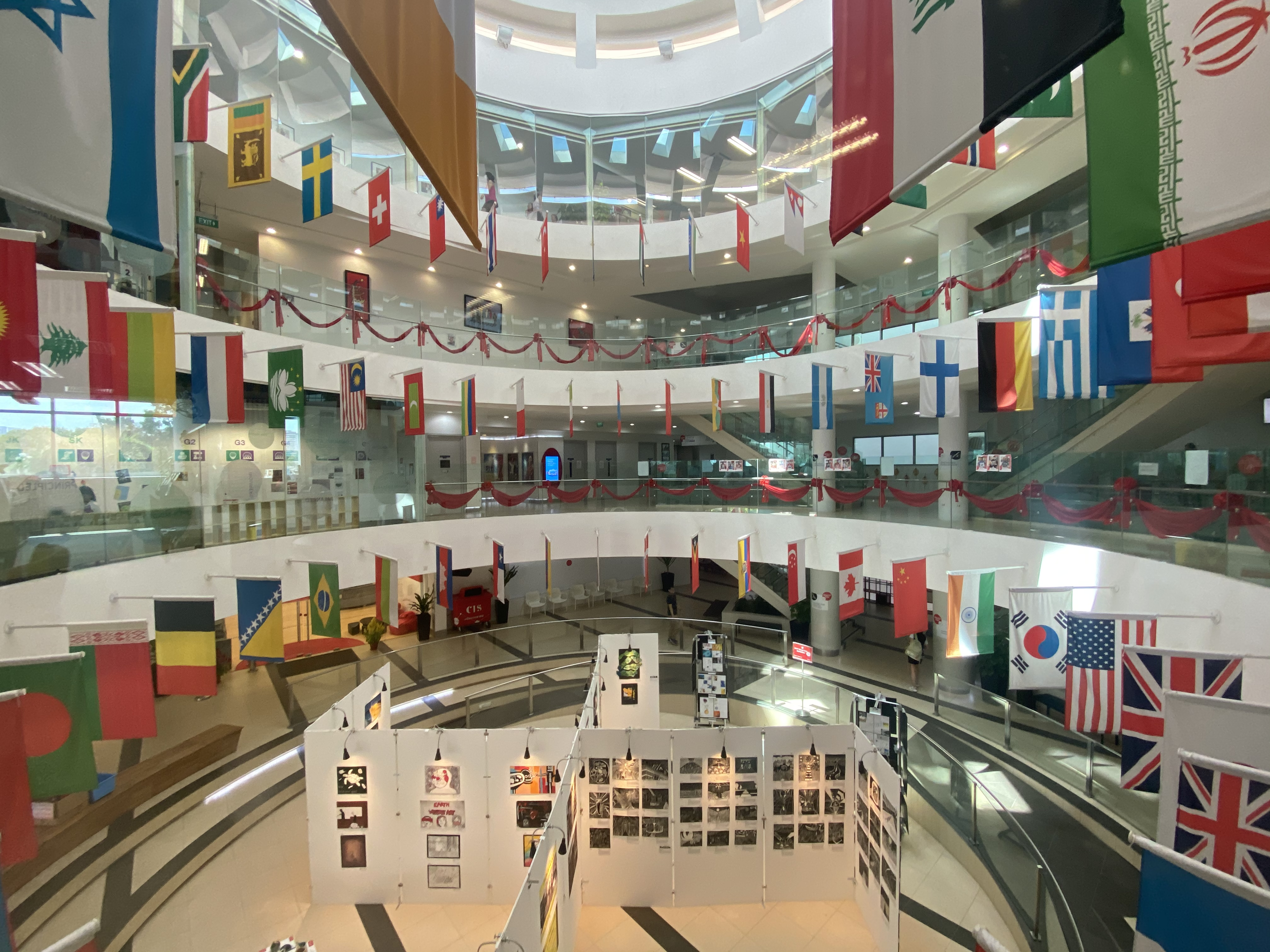
Canadian International School de Singapur

| Mes                     | Gen | Feb | Mar | Abr | Mai | Jun | Jul | Ago | Set | Oct | Nov | Des |
| ----------------------- | --- | --- | --- | --- | --- | --- | --- | --- | --- | --- | --- | --- |
| Mitjana temp. màx. °C   | 30  | 31  | 31  | 31  | 32  | 31  | 31  | 31  | 31  | 31  | 31  | 31  |
| Mitjana temp. mín. °C   | 23  | 23  | 24  | 24  | 24  | 24  | 24  | 24  | 24  | 23  | 23  | 23  |
| Mitjana de pluges en mm | 252 | 173 | 193 | 188 | 173 | 173 | 170 | 196 | 178 | 208 | 254 | 257 |
| Font: BBC]              |     |     |     |     |     |     |     |     |     |     |     |     |

### Demografia

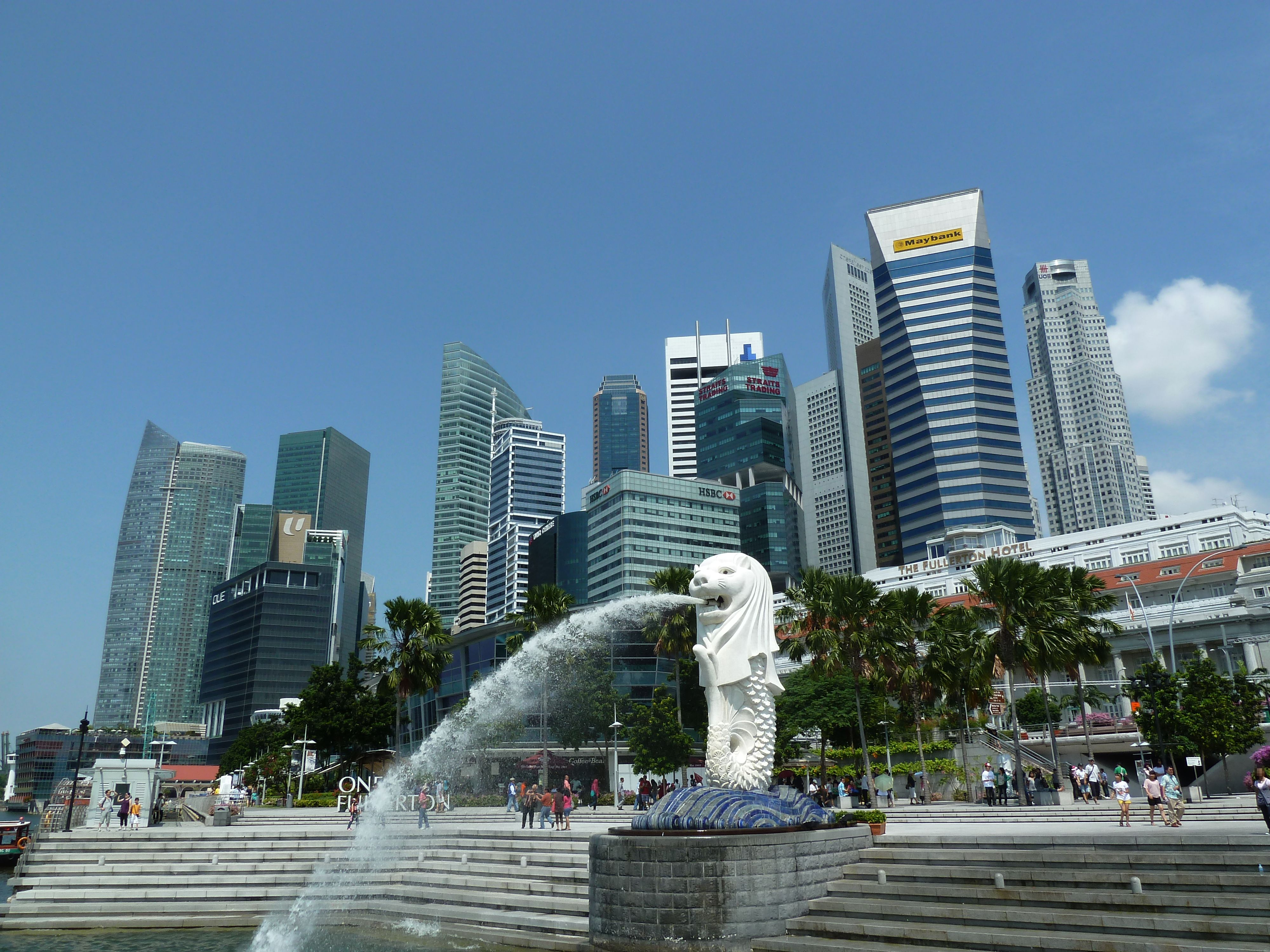
El lleó, símbol de la ciutat; enrere, el modern centre financer

L'any 2011 Singapur tenia 5.183.700 habitants, i el 2007 l'esperança de vida era de 81 anys, el 92,5% de la població estava alfabetitzada i la mitjana de fills per dona era de tan sols 1,07.
Després de Mònaco, Singapur presenta la densitat de població més alta del món. El 85% dels seus habitants viuen en municipis com Tampines, en habitatges públics construïts pel House Development Board (HDB).
La diversitat ètnica de la població és molt marcada: els xinesos representen el 76,8%; els malais el 13,9%, els indis el 7,9% i la resta provenen de diversos països, principalment occidentals.
La diversitat ètnica també es palesa en les llengües oficials: malgrat ser un país molt petit inclou quatre idiomes amb l'estatut d'oficial: anglès, xinès (mandarí), tàmil, i bahasa (ambdós: l'indonesi i el malai). Tota la població ha de ser bilingüe, aprenen l'anglès i un dels altres tres idiomes, aquest altre segons l'origen dels pares. Si cap dels pares és de cap de les ètnies que parlen un dels altres idiomes (a part de l'anglès), aquests poden llavors triar quina de les altres tres llengües els seus fills estudiaran a l'escola.

## Política i govern

### Estructura de govern

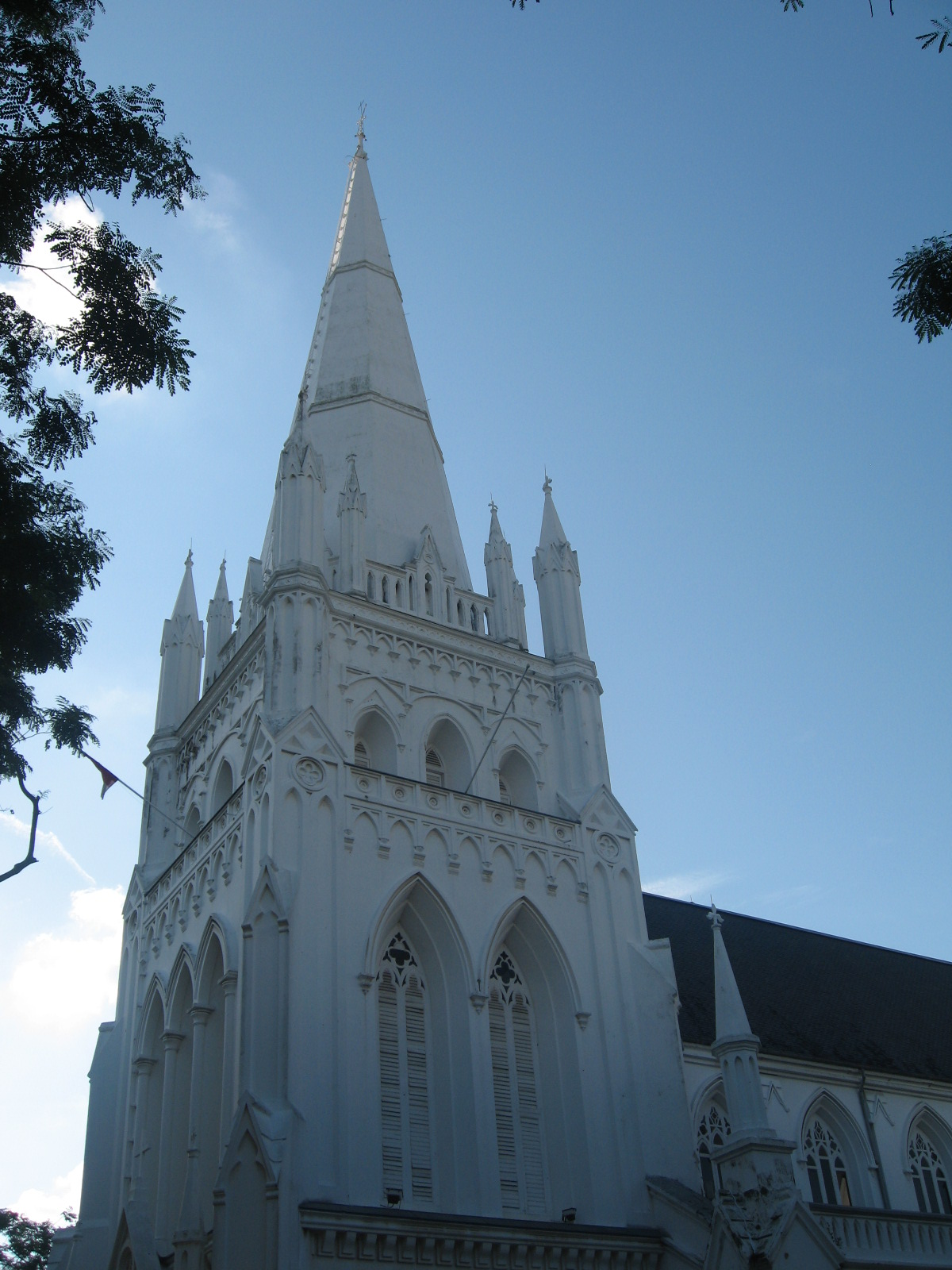
Catedral de Sant Andreu

La constitució de Singapur està inspirada en el parlamentarisme anglès. El Partit d'Acció Popular domina la política del país des de la independència. El sistema de govern s'aproxima més a l'autoritarisme que a una democràcia multipartidista.
Singapur és membre de l'ASEAN.
Lee Kuan Yew, considerat el pare de la pàtria, va ser l'únic primer ministre de 1959 fins al 1990, quan per pròpia voluntat va decidir deixar el càrrec per donar pas a la següent generació de polítics. Quan Goh Chok Tong va assumir el càrrec de primer ministre, va crear un ministeri sense cartera per a Lee Kuan Yew i el va anomenar Senior Minister. Anys més tard, Goh Chok Tong va prendre una decisió similar i va decidir deixar el càrrec a la generació de relleu, i el 2004 Lee Hsien Loong, fill de Kuan Yew, va assumir el càrrec de primer ministre; en aquell moment, el seu pare va passar de ser anomenat Senior Minister a Mentor Minister, i Goh Chok Tong passà a ser el Senior Minister.

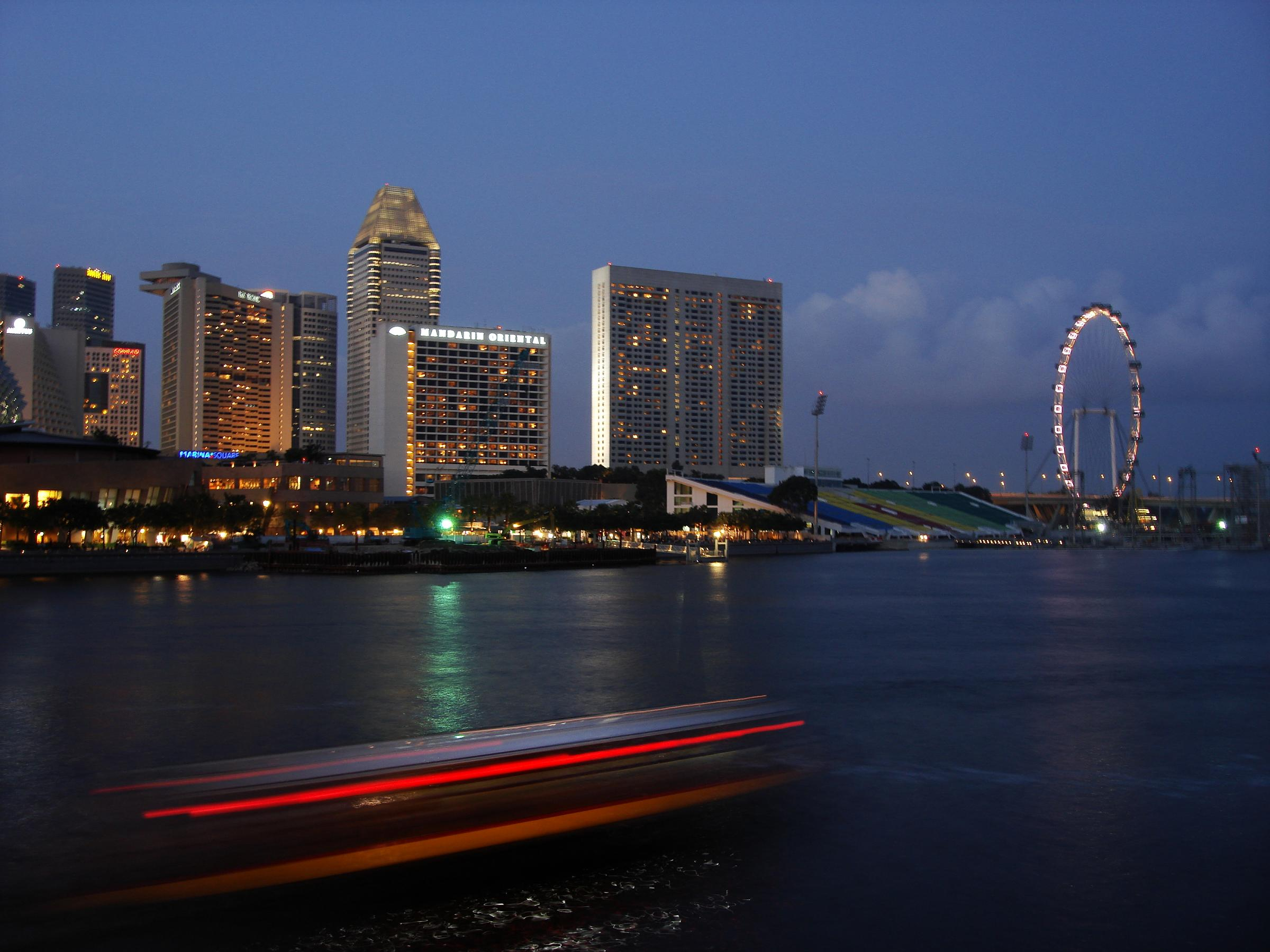
Famosa badia de Singapur i la Roda de la fortuna

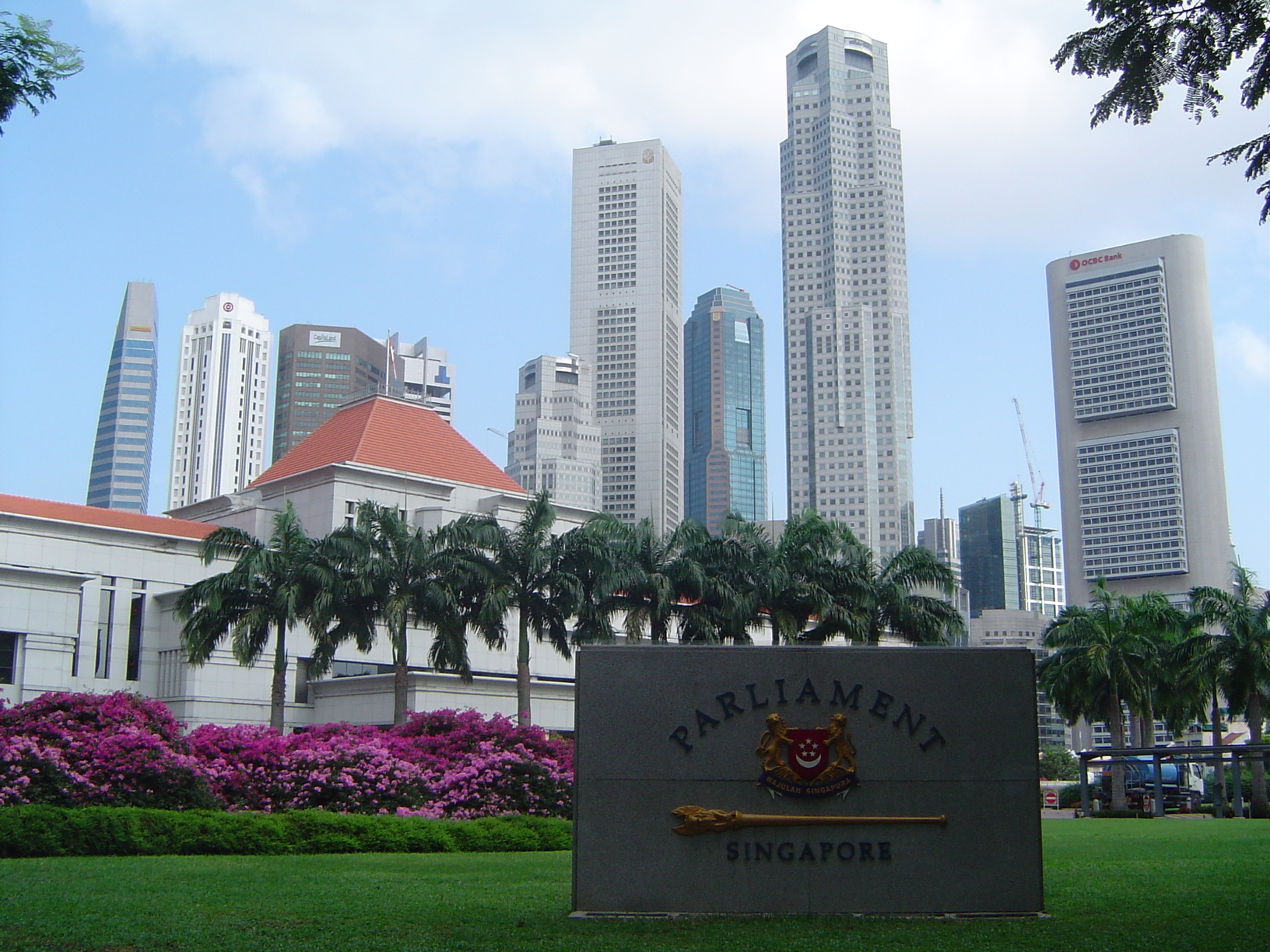
Edifici del Parlament de Singapur amb els gratacels de la ciutat al fons

### Divisió administrativa
Singapur està format, a més, per més de seixanta-quatre petites illes, entre les quals les més importants són Jurong, d'activitat industrial, Sentosa, dedicada al turisme, Pulau Ubin i la més gran Pulau Tekong. Atès que Singapur és una sola ciutat, la divisió administrativa correspon a les circumscripcions electorals, que són revisades en cada legislatura per tenir en compte l'evolució demogràfica.

### Llei
El sistema legal del Singapur està basat en la llei comuna anglesa, encara que amb considerables diferències locals. El judici per jurat va ser abolit per complet el 1970 deixant que l'avaluació judicial siga realitzada completament pel jutge. Singapur té penes que inclouen càstig corporal judicial en la forma de colps amb bastó per violació, avalots, vandalisme, i alguns delictes d'immigració. És obligatòria la pena de mort per assassinat, i per cert tràfic de drogues i delictes d'armes de foc. Amnistia Internacional ha dit que hi ha alguns conflictes amb les disposicions legals del dret de presumpció d'innocència fins que no està provada la culpabilitat, i que Singapur té "possiblement la major taxa d'execució en el món amb relació a la seva població". El govern ha posat en dubte les afirmacions d'Amnistia Internacional. En una enquesta del 2008, els executius de negocis internacionals creien que Singapur, juntament amb Hong Kong, tenien el millor sistema judicial a Àsia. El 2011, en el Rule of Law Index de World Justice Project, Singapur va ser classificat entre els principals estats enquestats en "ordre i seguretat", "absència de corrupció" i "justícia penal en vigor". No obstant això, va rebre una puntuació molt baixa per "llibertat d'expressió" i "llibertat de reunió". Totes les reunions públiques de cinc o més persones requereixen permisos de la policia, i les protestes només poden ser legalment realitzades al Speakers' Corner.

## Economia
Singapur té una economia de mercat lliure i pròspera, caracteritzada per un entorn obert. Té preus estables i un dels PIB per capita més alts del món. L'economia depèn principalment de les exportacions, particularment de les del sector electrònic i industrial.
El 2001, la recessió mundial i la caiguda del sector tecnològic van afectar de manera important l'economia del país (el PIB va caure un 2%). L'epidèmia de SARS que es va iniciar el 2003, va ampliar-ne la recessió. Per a contrarestar aquest alentiment, el govern va posar en marxa el desembre de 2001 un comitè de vigilància econòmica, i els seus resultats es van publicar el febrer de 2003.
La refineria de petroli més gran d'Àsia es troba a Singapur. Igualment, Singapur té el port marítim que manipula el major volum de càrrega anual, tant en tonatge com en nombre de contenidors del món.
En una reunió amb la directora del Departament d'Economia de la Universitat de Singapur es va discutir el model econòmic de Singapur. La directora va contestar que el seu model econòmic era el de Puerto Rico. Puerto Rico, lamentablement, es va desviar del seu propi model mitjançant l'ús d'ajudes federals de cupons d'aliments. Es pot veure en el següent article periodístic: wordpress Singapur, la petita illa gran, diari El Nuevo Día.

## Cultura i lleure

### Gastronomia

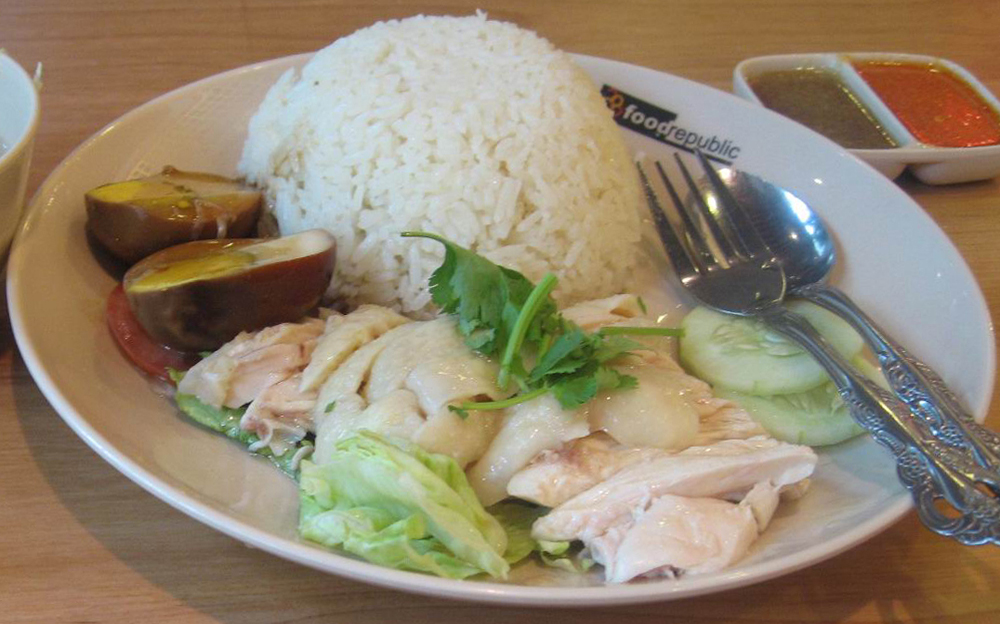
El popular arròs amb pollastre hainanès

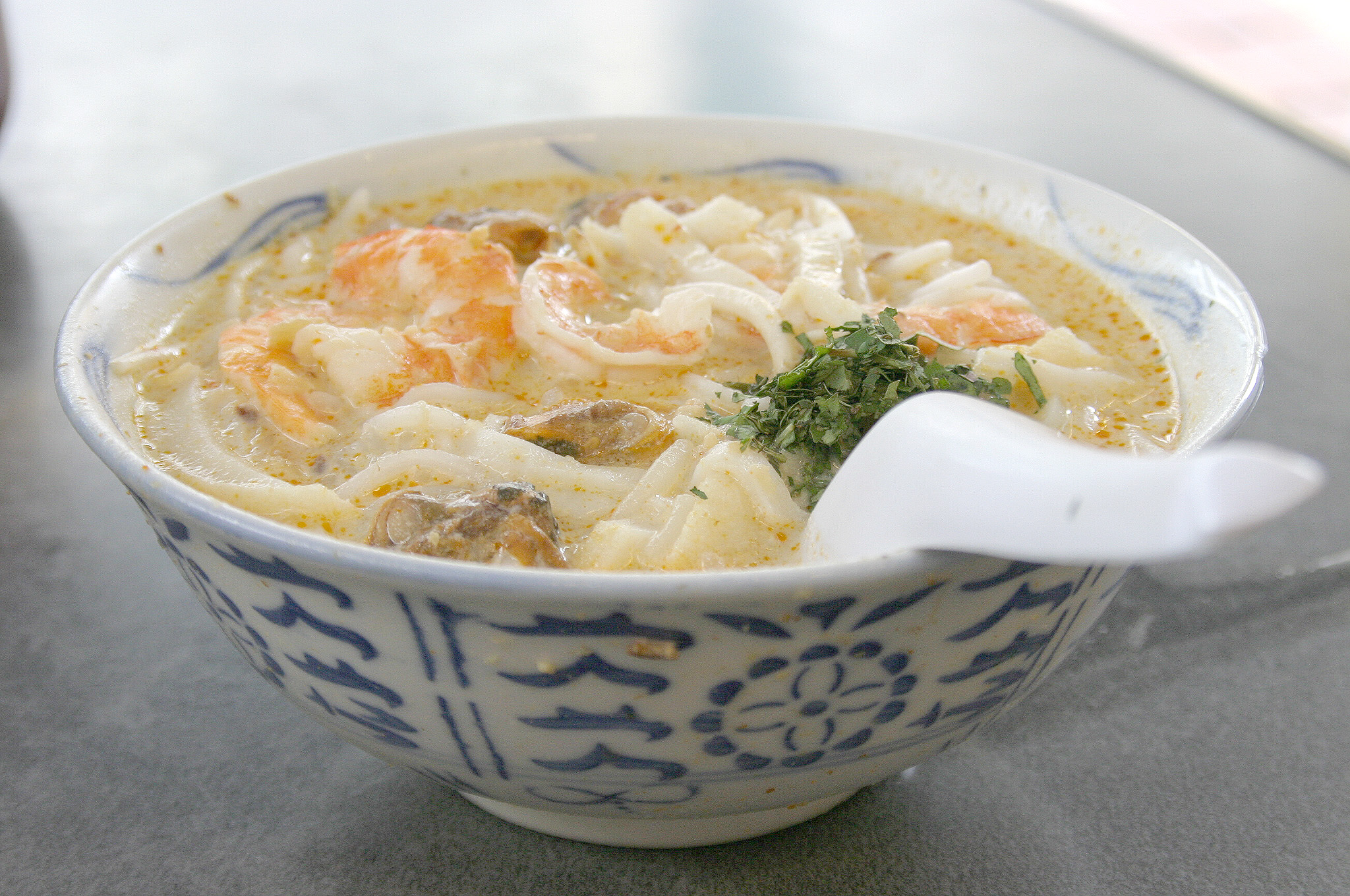
Laksa, un plat molt popular a Singapur

La gastronomia de Singapur es considera com un primer exemple de la barreja ètnica i diversitat de cultures existents a Singapur. Aquesta cuina té moltes influències de cuina malaia, xinesa, índia (especialment de la cuina tamil) i forma part de les cuines del sud-est asiàtic; té influències també d'Occident a causa de l'ocupació de les illes pels anglesos en el segle xix. Com a exemple de varietat i fusió d'estils, per exemple en les botigues ambulants (hawker stores, una espècie de food court) de Singapur, pot trobar-se com els xefs originaris de la Xina preparen plats indis, mentre que els xefs indis preparen diversos plats de Malàisia. La cuina és un dels atractius culturals de Singapur.

#### Plats inspirats en la cuina xinesa

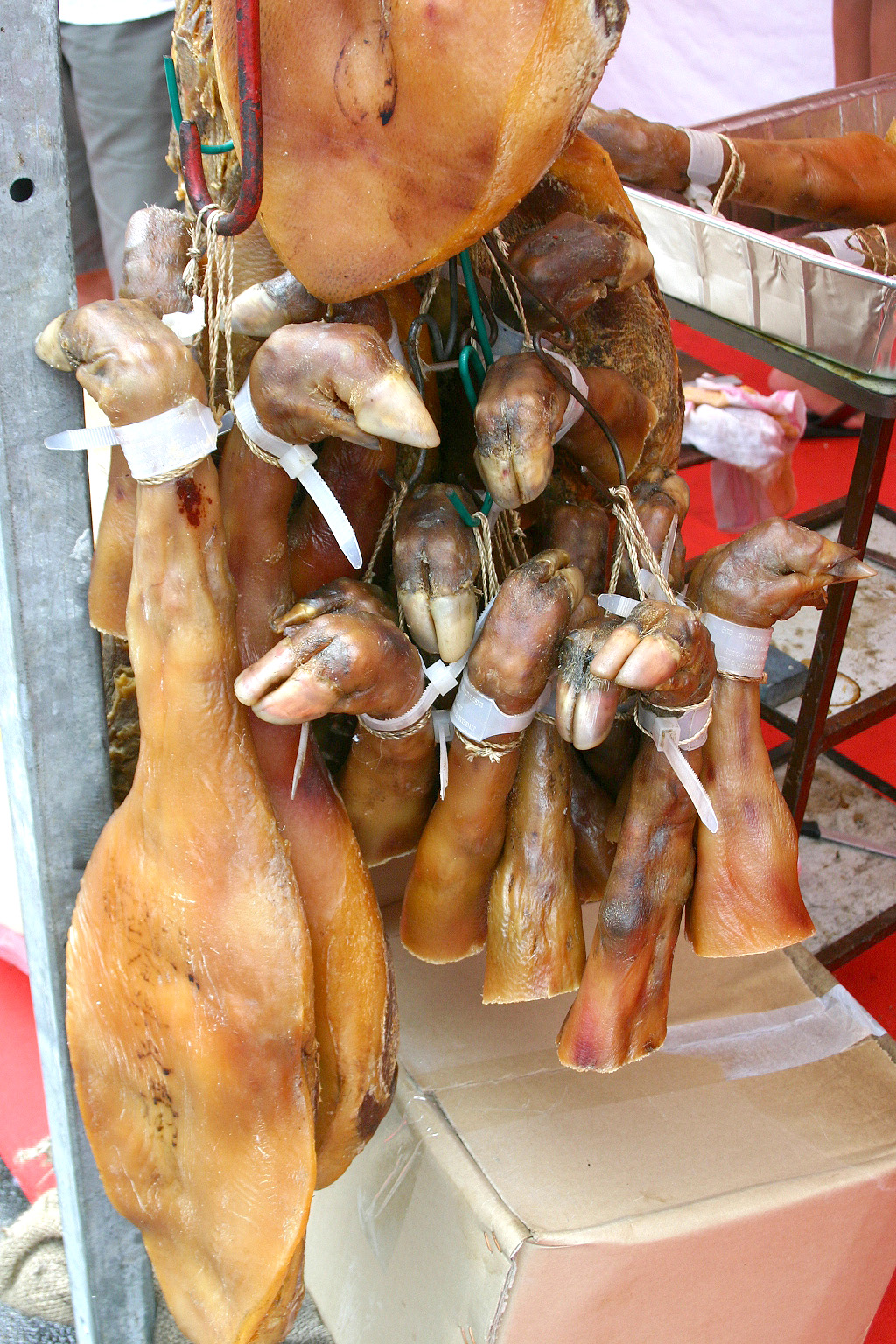
Pernils en un mercat de Singapur, típics de les celebracions de l'any nou xinès

Molts dels plats són adaptacions de la cuina xinesa a causa dels immigrants, encara que l'ús d'ingredients locals ja no fa possible considerar-los xinesos.
- Bak kut teh (xinès: ???; pinyin: ròu g? chá), sopa elaborada amb costelles de porc i a la qual s'aboca una varietat d'herbes i espècies xineses.
- Bak chor pixi (??? roù cuò miàn), fideu a base d'ou amb porc picat i altres ingredients, servits secs o en sopa. Se sol usar el fideu pixi pok en l'elaboració d'aquest plat.
- Ban mian (?? b?n miàn), fideus elaborats a mà i servits amb verdures, mandonguilles, bolets laminats i un ou en una sopa de seitons (ikan bilis).
- Chai tow kway, o pastís de pastanaga (??? cài tóu gu?), es tracta de raves picats fregits i remenats (stir fried) amb ous remenats. Hi ha versions que es denominen 'negre' (amb salsa de soia i/o xili) o 'blanc' (sense salsa de soia, però de vegades amb xili).
- Char p'ng, arròs fregit (?? ch?o fàn).
- Char kway teow (??? ch?o gu? tiáo), una barreja de farina d'arròs (kuay teow) i fideus saltats en una salsa de soia amb gambes, ous, brots de soia, pastís de peix, verdures, col xinesa i una mica de cansalada.
- Char siew rice (??? ch? sh?o fàn) i fideus Char siew (??? ch? sh?o miàn), es tracta d'un plat d'arròs cantonès que pot portar fideus juntament amb porc a la barbacoa.
- Chee cheong fun (??? zh? cháng f?n): farina d'arròs al vapor i posada en forma de rotllos, algunes vegades barrejada amb porc, pollastre o verdures. Se serveix amb una salsa dolça de soia.
- Chok (? zh?o), farinetes de civada cantoneses (porridge) i arròs, amb diversos sabors; inclou pollastre i porc, sovint servit amb ikan bilis i llesques d'ou centenari o fresc.
- Chwee kway o zhui kueh (?? shu? gu?), pastís d'arròs al vapor cobert amb raves; se sol menjar per desdejunar.
- Claypot chicken rice (???? sh? b?o j? fàn), arròs cuinat en una olla de guix; se serveix amb pollastre o amb una salsitxa xinesa.
- Curri de fideus i pollastre (???? g? lí j? miàn), fideus d'ou en un curri de pollastre.
- Duck rice (?? i? fàn), ànec brasejat amb arròs (??? l? i? fàn). Se sol servir amb ou dur i verdures en salaó, o tofu (tau kua).
- Fideus de mandonguilles de peix (??? yú wán miàn), generalment és una varietat de Teochew. Qualsevol dels diversos tipus d'ou i arròs que pot servir-se en "sec" o amb una sopa, amb mandonguilles de peix, pastís de peix, brots de soia i enciam. Així com amb bak chor pixi; els fideus més sol·licitats per a l'elaboració d'aquest plat són el pixi pok.
- Arròs amb pollastre hainanese (???? h?i nán j? fàn), pollastre al vapor amb arròs cuinat en un brou. Sempre se serveix amb xili, una salsa de soia i salses basades en gingebre.
- Hae pixi (?? xi? miàn), fideus grocs d'ou en un brou concentrat, amb costelles de porc.
- Hokkien pixi (????? fú jiàn ch?o xi? miàn), fideus d'arròs i fideus grocs fregits amb gambes, i rodanxes de sèpia.
- Hor fun (?? hé f?n), fideus d'arròs plans servits amb peix o gambetes.
- Hum chim peng (??? xián ji?n b?ng), un pa a l'estil xinès amb farciment de pasta de mongetes.
- Kaya torrada, un desdejuni tradicional. Kaya és un coco dolç que s'elabora com una melmelada i que s'estén sobre una torrada. Es combina amb una tassa de cafè.
- Kway chap (?? gu? zh?), és un plat variant del Teochewt, arròs en una espècie de sopa saboritzada amb salsa de soia i amb diverses carns de porc.
- Lor pixi (?? l? miàn), un fideu Hokkien servit en una salsa viscosa.
- Oyster omelette (?? háo ji?n), es tracta d'ostres amb una barreja especial de farina d'ou.
- Pig's organ soup (??? zh? zá t?ng; literalment: 'sopa de les parts d'aprofitament del porc'), és una sopa variant del kway chap.
- Popiah (?? báo b?ng), estil Hokkien amb cebes de primavera o crepes enrotllades, cuinades amb salsitxa xinesa, gambes i enciam.
- Rojak xinès, una amanida de fruites. És diferent del rojak indi.
- Soon kway (?? s?n gu?), farcellets de carn de poc picada (dumpling) farcits de vegetals amb una salsa.
- Vegetarian bee hoon (??? zh?i m? f?n), fideus d'arròs amb diversos vegetals, o tofu.
- Wan ton pixi (??? yún t?n miàn), fideus amb carn de porc o gambetes.
- Yong tao foo (??? niáng dòu f?), una varietat de verdures cuinades amb peix i amb una sopa basada en ikan bilis. Pot servir-se sec amb mongetes dolces i salsa picant.
- You char kway (?? yóu tiáo)
- Yusheng (?? yú sh?ng), peix cru en amanida, famós durant la celebració de l'any nou xinès.

#### Plats inspirats en la cuina malaia
- Agar agar, extret d'algues comestibles.
- Ayam goreng, pollastre fregit.
- Curri puff, una pasta amb pollastre al curri, patates tallades en galledes i ou dur. Algunes vegades s'empren sardines en lloc de pollastre.
- Goreng pisang, bananes cobertes amb farina, fregides i servides com un snack.
- Ketupat, un pastís d'arròs malai. Servit generalment amb satay.
- Kueh lapis, un pastís multicapes acolorit.
- Kuih pisang, pastissos de banana.
- Laksa, fideus d'arròs en un curri de llet de coco, ou i pollastre. El seu origen és de Peranakan. Una variant específica (i oposada a la varietat fusionada de les cuines de Malàisia i de Singapur) és el Katong laksa.
- Lontong, pastís d'arròs comprimit i una sopa de verdures.
- Pixi goreng, fideus de color groc saltats amb salsa de tomàquet, algun xili, i diverses carns o calamars.
- Pixi rebus, fideus grocs servits amb una salsa molt picant elaborada de soia fermentada.
- Pixi siam, "fideus siamesos" o fideus fins d'arròs en una sopa molt especiada.
- Pixi soto, una sopa de fideus molt especiada.
- Nasi ayam goreng, arròs fregit a l'estil malai amb pollastre.
- Nasi lemak, arròs amb coco en una truita, anxoves, cogombre i pasta xili. Algunes vegades s'enrotlla en una fulla de banana, per reforçar-ne el sabor.
- Nasi padang, un plat d'origen indonesi amb arròs i una àmplia elecció de vegetals.
- Otak-otak, Un pastís de peix especiat i servit en una fulla de banana.
- Roti john, pa farcit amb diversos ingredients (generalment, carn i cebes) i després fregit.
- Sambal, es tracta d'un ingredient.
- Satay, carn a la graella servida amb un punxó i amb ketupat, cogombre i ceba.
- Soto ayam, una sopa de carn de pollastre especiada.

#### Plats inspirats en l'Índia

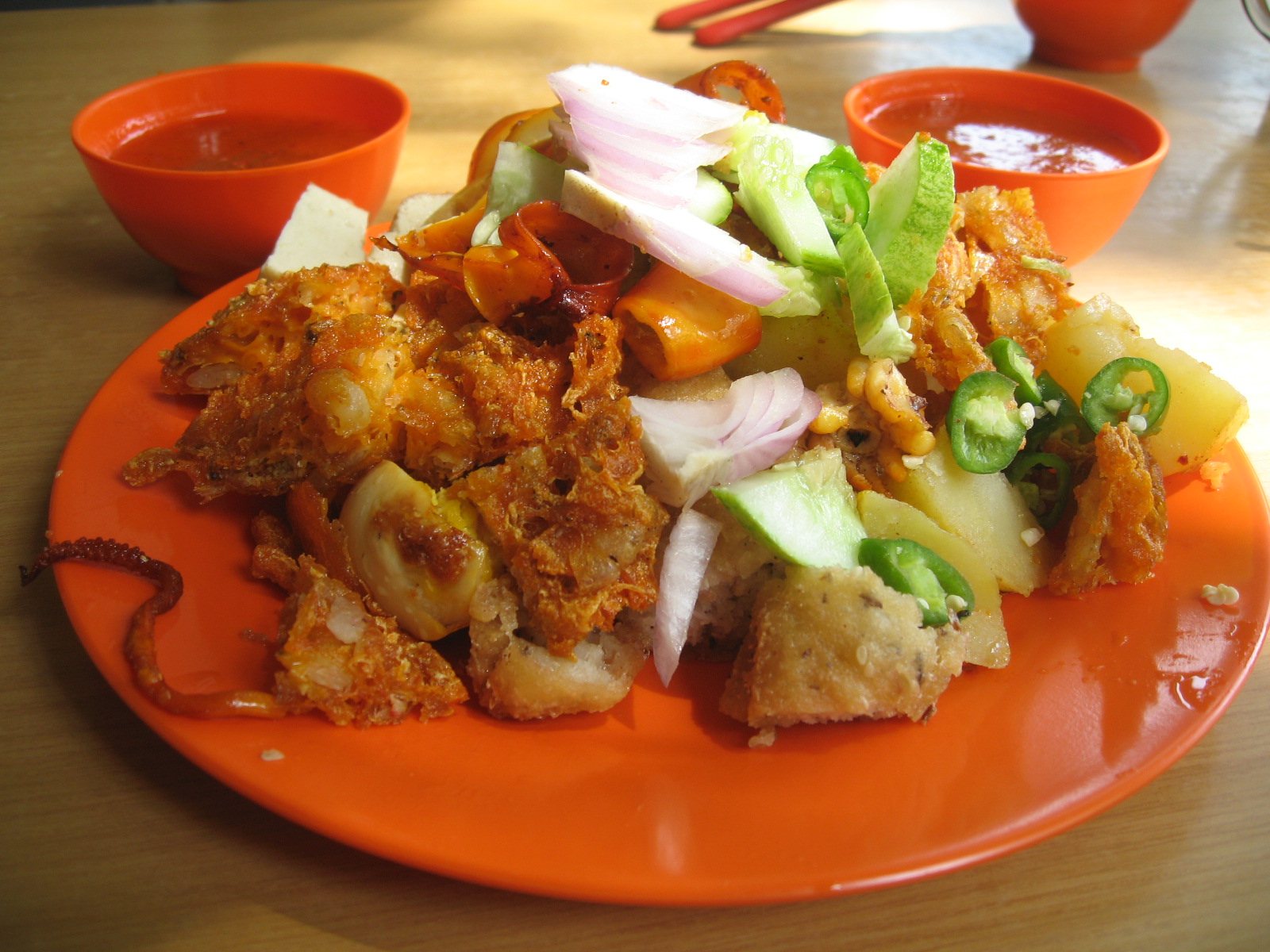
Rojak indi

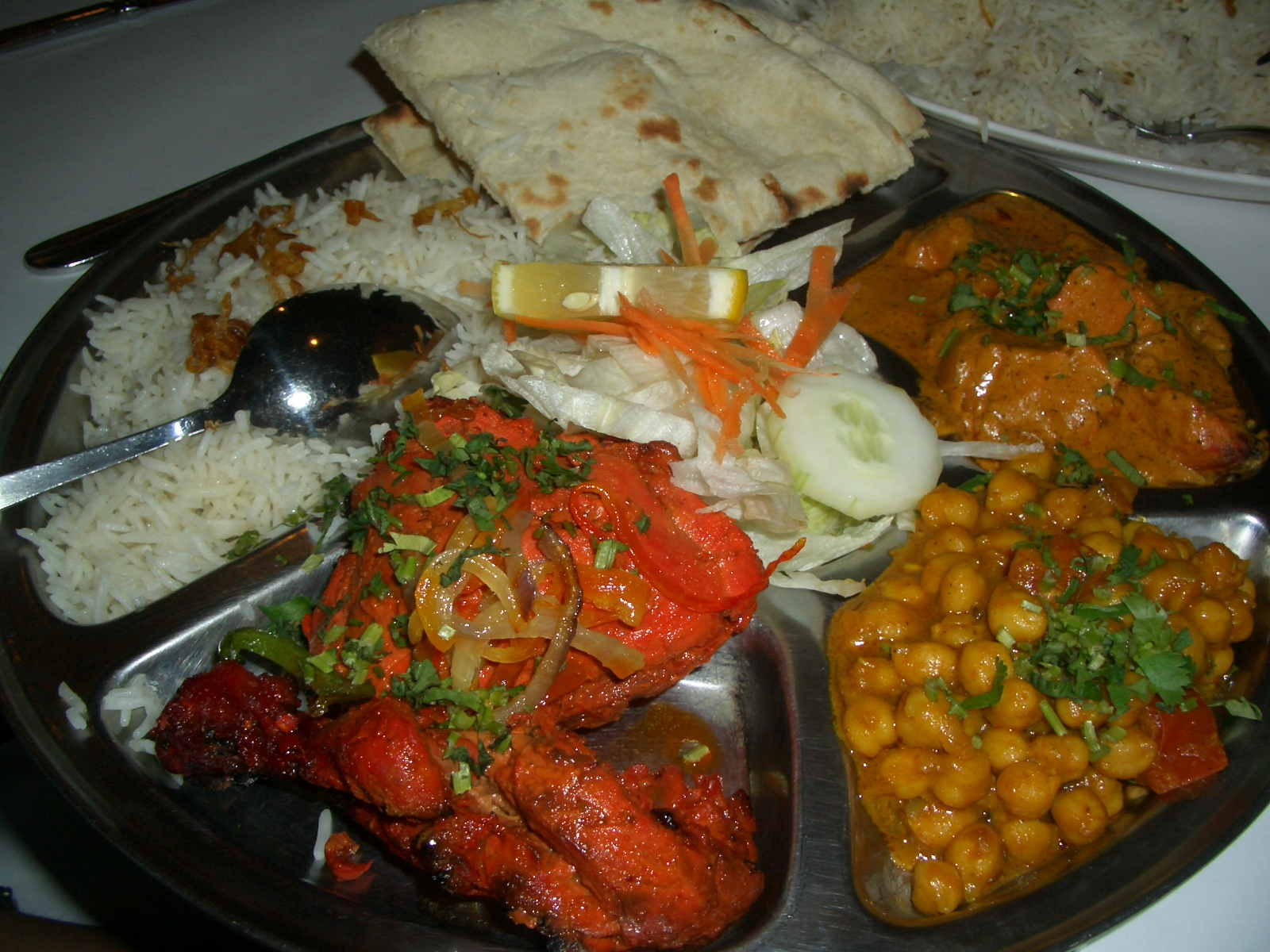
Arròs servit amb naan, pollastre tandoori, i el pollastre tikka masala

- Appom, una coqueta (pancake) d'arròs fermentat.
- Indian rojak, un plat de la comunitat musulmana de l'Índia amb diversos vegetals i mariscs fregits en una massa.
- Murtabak, una varietat de roti prata amb carn picada de be i cebes.
- Nasi briyani, un plat indimusulmà d'arròs i servit amb pollastre, vaca o be.
- Putu Mayam, un plat originari de Sri Lanka, similar al Sri Lankan hoppers.
- Roti prata, un plat de la comunitat musulmana de l'Índia extremadament popular com a desdejuni; és molt celebrat per tots els habitants de Singapur.
- Soup kambing, sopa de be.
- Tandoori, una forma de cuinar típica de l'Índia.
- Thosai, pastís de llenties.
- Pixi Kuah, un plat de fideus indi amb salsa de carn.

### Esports
Singapur en els Jocs Olímpics
El 2010 va ser seu dels Jocs Olímpics Juvenils.
Singapur en els Jocs Olímpics està representada pel Comitè Olímpic de Singapur.
Des de l'any 2008, a Singapur es du a terme el Gran Premi de Fórmula 1. La particularitat d'aquest gran premi és ser el primer en la història que es fa a la nit, la qual cosa comporta una sèrie de canvis, mai abans experimentats, tant en els pilots com en el mateix desenvolupament de la cursa. Un altre dels al·licients és que es tracta d'un circuit urbà, igual que el que es fa, a partir d'aquest mateix any, a la ciutat de València.

## Història
L'illa, que anteriorment s'anomenava Temasek, va ser anomenada Singapura durant el segle xiv pel príncep Parameswara.
El 1819, el britànic Thomas Stamford Raffles va prendre el control de la ciutat per a fer front a la dominació comercial dels holandesos a la regió. El 1826, Singapur, Malaca i Penang constituïen les colònies dels estrets, com a territoris independents del govern britànic.
Durant la Segona Guerra Mundial, a partir del 15 de febrer de 1942, l'illa va caure sota el domini de l'Imperi japonès, que la va atacar partint de terra aprofitant que les defenses de la ciutat estaven orientades cap a la mar, i fou la pitjor humiliació que varen patir els britànics durant tota la guerra, puix que no sols fou una derrota militar sinó que també va ser un cop fort contra la dominació occidental a tota l'Àsia. L'illa va estar sota domini japonès fins al 12 de setembre del 1945, un mes després que el Japó capitulés incondicionalment davant els aliats. Patí diversos bombardejos, primer per part de l'eix i després pels aliats (bombardeig de Singapur (1944–1945)).
El 1959, Lee Kuan Yew va ser elegit primer ministre. El seu partit, el Partit d'Acció del Poble (People's Action Party), va proposar aleshores la integració a la Federació de Malàisia, i ho aconseguí el setembre de 1963. Poc després, el 1964, les diferències es manifesten i s'acorda la secessió de la República de Singapur, proclamant-ne la independència (dins de la Commonwealth) el 9 d'agost de 1965, amb Yusof bin Ishak com a president i Lee Kuan Yew com a primer ministre. A tots els qui varen ser presents a Singapur el dia de la independència, els van oferir la ciutadania de Singapur. El 1967, va participar en la fundació de l'Associació de Nacions del Sud-est Asiàtic i el 1970 es va unir al Moviment de Països No Alineats. El 1990, Goh Chok Tong va succeir a Lee com a primer ministre. Durant el seu mandat, l'estat va afrontar la crisi financera del sud-est asiàtic de 1977, el SARS de 2003 i les amenaces terroristes de la Jemaah Islamiyah. El 2004, Lee Hsien Loong, el fill gran de Lee Kuan Yew, es va convertir en el 3r primer ministre del país.